# 白水镇 (旺苍县)
白水镇，是中华人民共和国四川省广元市旺苍县下辖的一个乡镇级行政单位。2020年5月，撤销麻英乡、枣林乡，将原麻英乡和原枣林乡大埝村、解放村所属行政区域划归白水镇管辖。

## 行政区划
白水镇下辖以下地区：
大兴社区、河边村、白水村、团结村、光明村、建国村、勇敢村、同心村、中院村、卢家坝村、白水寺村、快活村、建兴村、黄金村和前锋村。